# Lifan 320
 (juillet 2022).
Le contenu est difficilement compréhensible vu les erreurs de traduction, qui sont peut-être dues à l'utilisation d'un logiciel de traduction automatique.
La Lifan 320 est une citadine produite par le constructeur automobile chinois Lifan Group. Connu pour être une imitation à la MINI, elle a fait ses débuts à l'édition 2008 du Beijing Auto Show.
La Lifan 320 est vendue en Chine et dans plusieurs marchés d'exportation dont le Pérou et en Russie, où il est connu comme le Lifan Smily. Le 320 est assemblé à Tcherkessk par Derways Automobile Company depuis 2011. 

## Historique

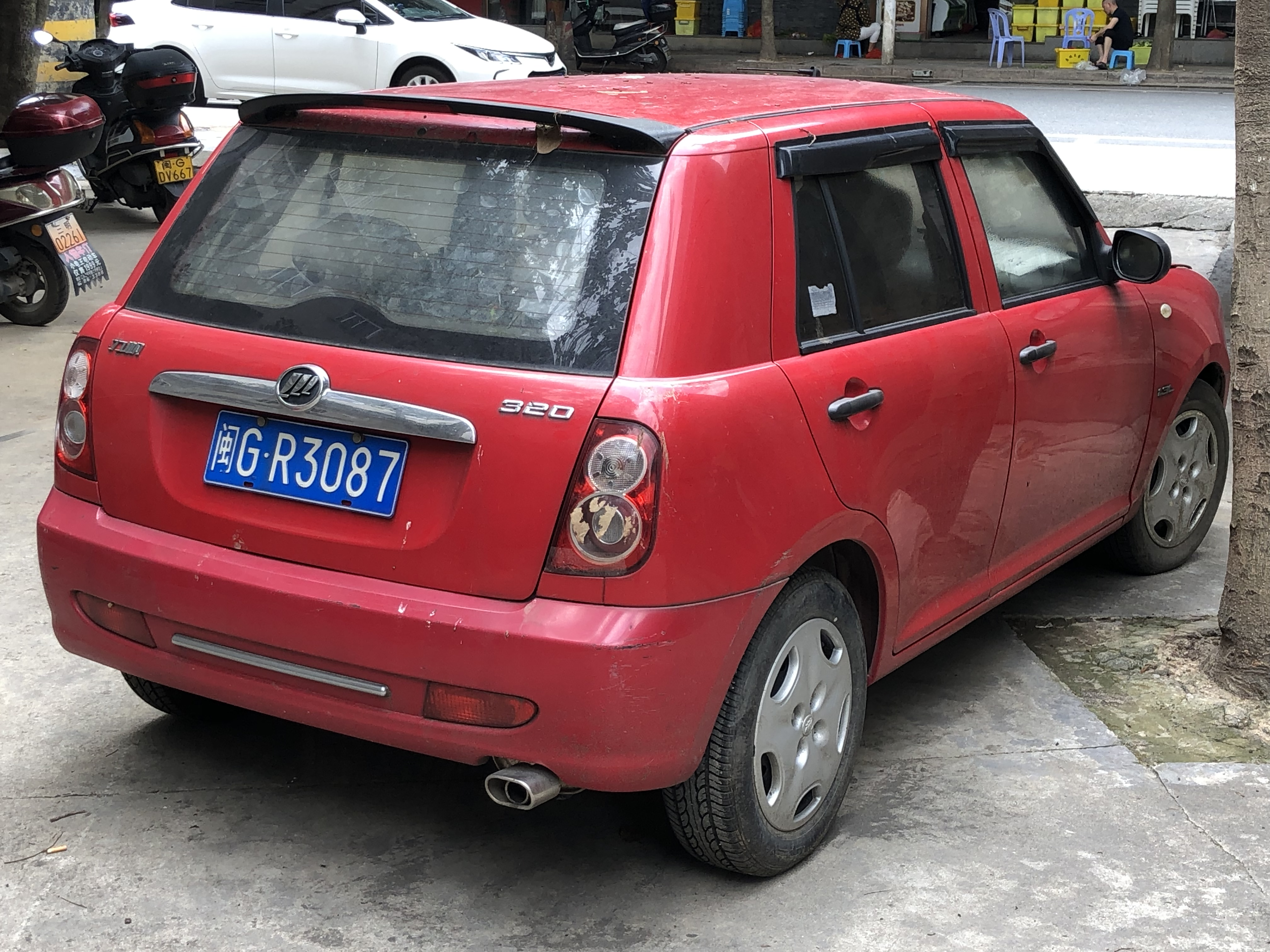
Lifan 320

Lorsque Lifan souhaite se lancer dans l'automobile, il tente de racheter l'usine Tritec, au Brésil. Dans cette ex-usine de moteurs, coentreprise entre Chrysler et BMW (MINI), il aurait découvert des plans et des outillages de la MINI. C'est à partir de cela que Lifan aurait créé la 320.Elle est transformée en 5 portes car les Chinois n'apprécient pas les 3 portes.

## Spécifications
Le 320 est propulsé par un 1,3 L (1 342 cm3) 4 cylindres, développant 66 kW (90 ch) à 6 000 tr/min et 115 N m à 3 500–4 500 tr/min. Il a une vitesse de pointe de 155 km/h et peut accélérer à 100 km/h en 14,5 secondes.

## International
Lorsque la 320 apparu, Lifan avait urgemment besoin de croitre. Il choisit de passer des accords avec des assembleurs aux quatre coins du monde. La 320 fut assemblée ainsi par NAZ-Lifan en Azerbaïdjan, par Yangfan en Éthiopie, par Zamzam Spring Group en Irak, par Kerman Motor en Iran et par Derways en Russie. Lifan l'a également assemblée en direct en Uruguay (pour l'ensemble de l'Amérique du Sud) et au Vietnam. Au Brésil, les 320 vendues ont d'abord été assemblés en Uruguay par Effa. Puis, en 2014, Lifan repris en direct la vente, avec des véhicules venus de son propre atelier uruguayen.
Par ailleurs, la 320 a été vendue en Algérie, au Maroc et au Soudan. Il s'agit de véhicules importés directement d'Afrique.

## Restylage

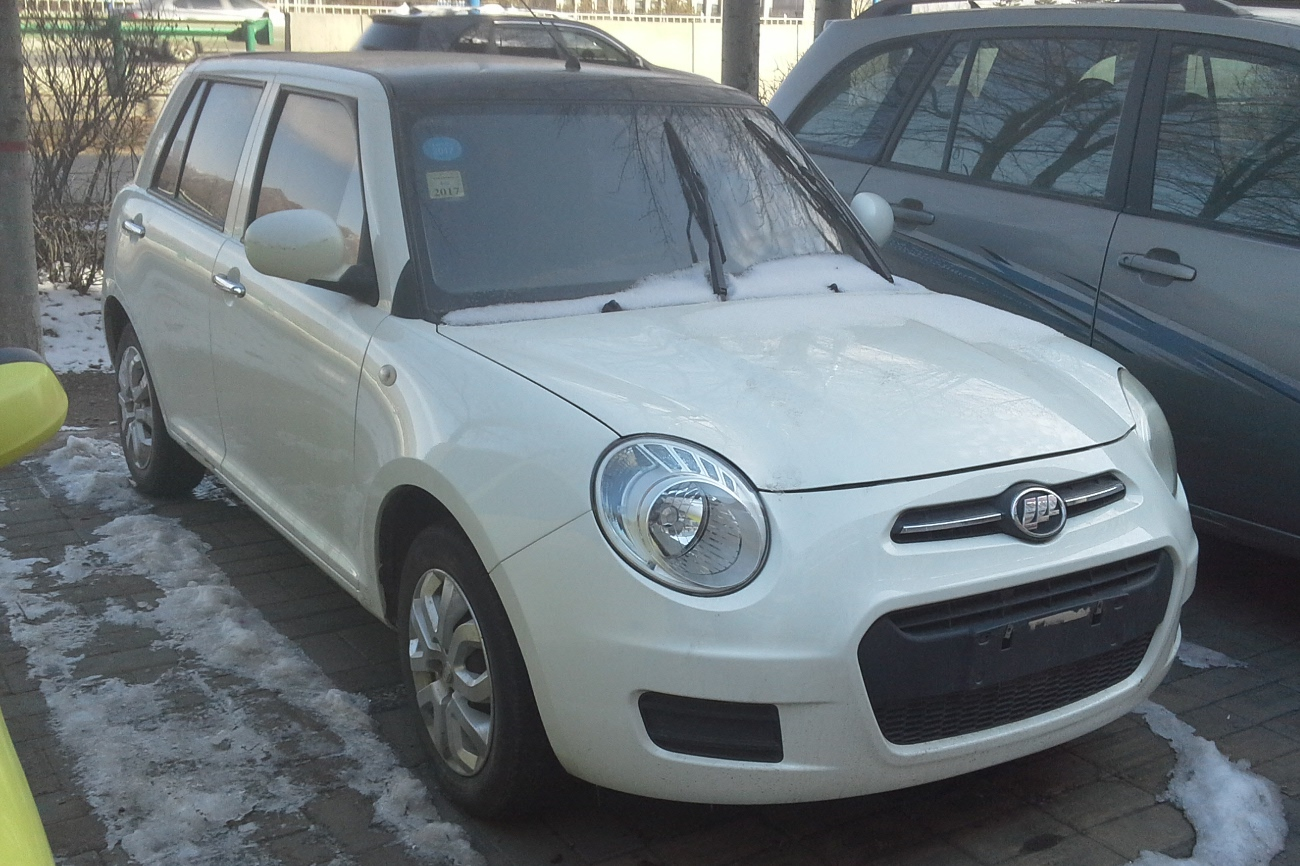
Lifan 330

En 2013, la Lifan 320 est restylée. La gamme s'enrichit également d'une version plus haut de gamme, la Lifan 330.

## Series limitées
- Deluxe Edition[12]
- Collector's Edition[13]